# Decathlon–AG2R La Mondiale

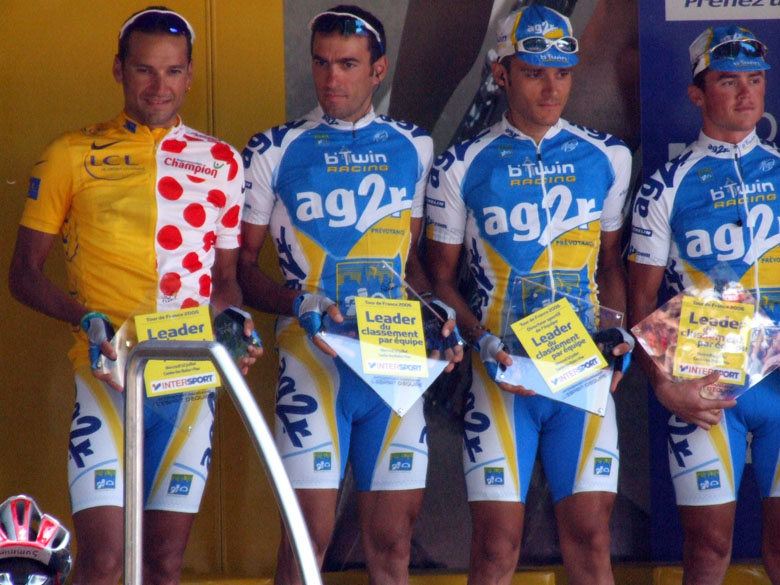
AG2R Prévoyance-cyklister

Decathlon–AG2R La Mondiale är ett franskt cykelstall. Laget är sponsrat av det franska sportföretaget Decathlon och försäkringsbolaget Ag2r-La Mondiale.

## Historia
Stallet startade 1992 under namnet Chazal av den forna cyklisten Vincent Lavenu, som hade avslutat sin cykelkarriär. Lavenu hade tidigare organiserat så att Chazal skulle sponsra hans sista professionella stall. Chazal fortsatte att sponsra cykelstallet till och med slutet av 1995. I stället började Petit Casino, en kafékedja på stormarknader, sponsra stallet. Vid den tiden var laget ett cykellag i andra divisionen och förlitade sig bland annat på att allmänheten skulle sponsra laget. Eftersom de hade en liten budget fick de fokusera sig på att köra olika lopp i Frankrike.
Året därpå började den franska matvarukedjan Casino att ta över sponsringen från Petit Casino, som tillhör samma koncern. I och med den ny sponsorn ökade lagets budget kraftigt. Laget fick ny status som ett division 1-lag och med den nya budgeten var det lättare att anställa cyklister. Under året vann laget flera tävlingar, bland annat tog Jaan Kirsipuu och Lauri Aus flera segrar under de första åren med den nya sponsorn. Utöver dessa, vann Alberto Elli den franska tävlingen Grand Prix du Midi libre, Christophe Agnolutto vann Schweiz runt och Stéphane Barthe tog hem den franska nationströjan till stallet.
Ag2r började sponsra stallet 1997 då Casino behövde en co-sponsor. 
Under säsongen 1998 vann Jacky Durand den franska tävlingen Paris-Tours, Bo Hamburger vann Flandern runt, Rolf Järmann tog hem Amstel Gold Race. 
Ett år senare vann Aleksandr Vinokurov från Kazakstan Criterium du Dauphine.
Ag2r Prévoyance blev huvudsponsor för laget år 2000.
Laget kom med i UCI ProTour 2006 och anställde flera duktiga cyklister, bland annat Francisco Mancebo och Christophe Moreau. Ett år tidigare hade de inte inbjudits, men när Fassa Bortolo lämnade cykelsporten var Ag2r-La Mondiale det enda laget som kunde få deras plats. Comunidad Valenciana hade frivilligt dragit sig tillbaka och det stall som den tidigare sportchef för Fassa Bortolo, Giancarlo Ferretti, ville bilda visade sig inte ha något ekonomiskt stöd.
Under sitt första år i UCI ProTour tog Sylvain Calzati en etappseger i Tour de France 2006 och Cyril Dessel körde en dag i den gula ledartröjan. Innan loppet hade Francisco Mancebo varit lagets stora favorit till att sluta på prispallen, men spanjoren uteslöts dagen innan loppet på grund av hans påstådda inblandning i dopningsskandalen Operación Puerto. I stället slutade två av lagets cyklister i topp 10, Cyril Dessel slutade på sjätte plats, en plats framför Christophe Moreau.
Christophe Moreau vann de franska landsvägsmästerskapen och Criterium du Dauphine under säsongen 2007.
Sedan 2008 blir cykelstallet sponsrat av två olika grupper av samma företag. Ag2r tar hand om yrkesövergripande försäkringar och kompletterande pensionsfonder, medan La Mondiale är en internationell grupp som arbetar med tilläggspension och försäkringar vid egendomsplanering.
Rinaldo Nocentini tog den gula ledartröjan efter etapp 7 i Tour de France 2009 efter en lyckad utbrytning, som också lagkamraten Christophe Riblon var del i. Nocentini behöll ledartröjan under åtta etapper och Ag2r-La Mondiale ledde lagtävlingen mellan etapp 7 och 11, men också efter etapp 14.
John Gadret tog en etappseger på Giro d'Italia 2011 och slutade på fjärde plats i totalen. Några månader senare slutade den tidigare mountainbikeåkaren Jean-Christophe Peraud på tionde plats i Tour de France 2011. Irländaren Nicolas Roche har varit topp-15 på Tour de France 2010 och sjua på Vuelta a España samma år. Året därpå hade han mindre flyt och vurpade flera gånger under året. Under säsongen 2011 tog laget sex segrar.
Året 2012 började med en lång periods segertorka och det dröjde till mitten av maj 2012 innan Sébastien Hinault vann etapp 3 i Circuit de Lorraine. Samma dag tog Sylvain Georges också hem en etappseger i Tour of California.

## Laguppställning

### 2017
| Laguppställning 2017                                      | Laguppställning 2017 | Laguppställning 2017                         | Laguppställning 2017 |
| Namn                                                      | Födelsedatum         | Tidigare lag                                 |                      |
| --------------------------------------------------------- | -------------------- | -------------------------------------------- | -------------------- |
| Gediminas Bagdonas                                        | 26 december 1985     | An Post-Sean Kelly (2012)                    |                      |
| Jan Bakelants                                             | 14 februari 1986     | Omega Pharma-Quick Step (2014)               |                      |
| Rudy Barbier                                              | 18 december 1992     | Roubaix Métropole européenne de Lille (2016) |                      |
| Romain Bardet                                             | 9 november 1990      | Chambéry CF (2011)                           |                      |
| Julien Bérard                                             | 27 juli 1987         | Chambéry CF (2009)                           |                      |
| François Bidard                                           | 19 mars 1992         | Chambéry CF (2015)                           |                      |
| Mikaël Cherel                                             | 17 mars 1986         | FDJ (2010)                                   |                      |
| Clément Chevrier                                          | 29 juni 1992         | IAM Cycling (2016)                           |                      |
| Nico Denz                                                 | 15 februari 1994     | Chambéry CF (2015)                           |                      |
| Axel Domont                                               | 7 augusti 1990       | Chambéry CF (2012)                           |                      |
| Samuel Dumoulin                                           | 20 augusti 1980      | Cofidis, le Crédit en Ligne (2012)           |                      |
| Hubert Dupont                                             | 13 november 1980     | RAGT Semences (2005)                         |                      |
| Julien Duval                                              | 27 maj 1990          | Armée de terre (2016)                        |                      |
| Sondre Holst Enger                                        | 17 december 1993     | IAM Cycling (2016)                           |                      |
| Mathias Frank                                             | 9 december 1986      | IAM Cycling (2016)                           |                      |
| Ben Gastauer                                              | 14 november 1987     | Chambéry CF (2009)                           |                      |
| Cyril Gautier                                             | 26 september 1987    | Team Europcar (2015)                         |                      |
| Alexandre Geniez                                          | 16 april 1988        | FDJ (2016)                                   |                      |
| Alexis Gougeard                                           | 5 mars 1993          | USSA Pavilly Barentin (2013)                 |                      |
| Hugo Houle                                                | 27 september 1990    | SpiderTech-C10 (2012)                        |                      |
| Quentin Jauregui                                          | 22 april 1994        | Roubaix Lille Métropole (2014)               |                      |
| Pierre-Roger Latour                                       | 12 oktober 1993      | Chambéry CF (2014)                           |                      |
| Matteo Montaguti                                          | 6 januari 1984       | De Rosa-Stac Plastic (2010)                  |                      |
| Oliver Naesen                                             | 16 september 1990    | IAM Cycling (2016)                           |                      |
| Nans Peters                                               | 12 mars 1994         | Chambéry CF (2016)                           |                      |
| Domenico Pozzovivo                                        | 30 november 1982     | Colnago-CSF Inox (2012)                      |                      |
| Christophe Riblon                                         | 17 januari 1981      | CC Nogent-sur-Oise (2004)                    |                      |
| Stijn Vandenbergh                                         | 25 april 1984        | Etixx-Quick Step (2016)                      |                      |
| Alexis Vuillermoz                                         | 1 juni 1988          | Sojasun (2013)                               |                      |
| Aurélien Doleatto (28 jul–31 dec, trainee)                | 20 mars 1997         |                                              |                      |
| Kevin Geniets (1 aug–31 dec, trainee)                     | 9 januari 1997       | Chambéry CF (2017)                           |                      |
| Clément Russo (1 aug–31 dec, trainee)                     | 20 januari 1995      | Probikeshop Saint-Étienne Loire (2017)       |                      |
| Benoît Cosnefroy (1 aug–31 dec, trainee)                  | 17 oktober 1995      | Chambéry CF (2016)                           |                      |
|                                                           |                      |                                              |                      |
| Källor: ProCyclingStats Cycling Quotient Cycling Archives |                      |                                              |                      |

### 2016
| Laguppställning 2016                                      | Laguppställning 2016 | Laguppställning 2016               | Laguppställning 2016 |
| Namn                                                      | Födelsedatum         | Tidigare lag                       |                      |
| --------------------------------------------------------- | -------------------- | ---------------------------------- | -------------------- |
| Gediminas Bagdonas                                        | 26 december 1985     | An Post-Sean Kelly (2012)          |                      |
| Jan Bakelants                                             | 14 februari 1986     | Omega Pharma-Quick Step (2014)     |                      |
| Romain Bardet                                             | 9 november 1990      | Chambéry CF (2011)                 |                      |
| Julien Bérard                                             | 27 juli 1987         | Chambéry CF (2009)                 |                      |
| François Bidard                                           | 19 mars 1992         | Chambéry CF (2015)                 |                      |
| Guillaume Bonnafond                                       | 23 juni 1987         | Chambéry CF (2008)                 |                      |
| Mikaël Cherel                                             | 17 mars 1986         | FDJ (2010)                         |                      |
| Maxime Daniel                                             | 5 juni 1991          | Sojasun (2013)                     |                      |
| Nico Denz                                                 | 15 februari 1994     | Chambéry CF (2015)                 |                      |
| Axel Domont                                               | 7 augusti 1990       | Chambéry CF (2012)                 |                      |
| Samuel Dumoulin                                           | 20 augusti 1980      | Cofidis, le Crédit en Ligne (2012) |                      |
| Hubert Dupont                                             | 13 november 1980     | RAGT Semences (2005)               |                      |
| Ben Gastauer                                              | 14 november 1987     | Chambéry CF (2009)                 |                      |
| Damien Gaudin                                             | 20 augusti 1986      | Team Europcar (2013)               |                      |
| Cyril Gautier                                             | 26 september 1987    | Team Europcar (2015)               |                      |
| Alexis Gougeard                                           | 5 mars 1993          | USSA Pavilly Barentin (2013)       |                      |
| Patrick Gretsch                                           | 7 april 1987         | Argos-Shimano (2013)               |                      |
| Hugo Houle                                                | 27 september 1990    | SpiderTech-C10 (2012)              |                      |
| Quentin Jauregui                                          | 22 april 1994        | Roubaix Lille Métropole (2014)     |                      |
| Blel Kadri                                                | 3 september 1986     | AG2R-La Mondiale (2008)            |                      |
| Pierre-Roger Latour                                       | 12 oktober 1993      | Chambéry CF (2014)                 |                      |
| Sébastien Minard                                          | 12 juni 1982         | Cofidis, le Crédit en Ligne (2010) |                      |
| Matteo Montaguti                                          | 6 januari 1984       | De Rosa-Stac Plastic (2010)        |                      |
| Jean-Christophe Péraud                                    | 22 maj 1977          | Omega Pharma-Lotto (2010)          |                      |
| Domenico Pozzovivo                                        | 30 november 1982     | Colnago-CSF Inox (2012)            |                      |
| Christophe Riblon                                         | 17 januari 1981      | CC Nogent-sur-Oise (2004)          |                      |
| Jesse Sergent                                             | 8 juli 1988          | Trek Factory Racing (2015)         |                      |
| Sébastien Turgot                                          | 11 april 1984        | Team Europcar (2013)               |                      |
| Johan Vansummeren                                         | 4 februari 1981      | Garmin-Sharp (2014)                |                      |
| Alexis Vuillermoz                                         | 1 juni 1988          | Sojasun (2013)                     |                      |
| Benoît Cosnefroy (1 aug–31 dec, trainee)                  | 17 oktober 1995      | Chambéry CF (2016)                 |                      |
| Étienne Fabre (15 aug–10 dec, trainee, not)               | 5 augusti 1996       | Chambéry CF (2016)                 |                      |
| Rémy Rochas (1 aug–31 dec, trainee)                       | 18 maj 1996          | Chambéry CF (2016)                 |                      |
|                                                           |                      |                                    |                      |
| Källor: ProCyclingStats Cycling Quotient Cycling Archives |                      |                                    |                      |

not: Étienne Fabre, döden

### 2015
| Laguppställning 2015                       | Laguppställning 2015 | Laguppställning 2015                  | Laguppställning 2015 |
| Namn                                       | Födelsedatum         | Tidigare lag                          |                      |
| ------------------------------------------ | -------------------- | ------------------------------------- | -------------------- |
| Gediminas Bagdonas                         | 26 december 1985     | An Post-Sean Kelly (2012)             |                      |
| Jan Bakelants                              | 14 februari 1986     | Omega Pharma-Quick Step (2014)        |                      |
| Romain Bardet                              | 9 november 1990      | Chambéry CF (2011)                    |                      |
| Julien Bérard                              | 27 juli 1987         | Chambéry CF (2009)                    |                      |
| Carlos Alberto Betancourt (1 jan–20 aug)   | 13 oktober 1989      | Acqua & Sapone (2012)                 |                      |
| Guillaume Bonnafond                        | 23 juni 1987         | Chambéry CF (2008)                    |                      |
| Mikaël Cherel                              | 17 mars 1986         | FDJ (2010)                            |                      |
| Maxime Daniel                              | 5 juni 1991          | Sojasun (2013)                        |                      |
| Nico Denz (1 aug–31 dec, trainee)          | 15 februari 1994     | Chambéry CF (2014)                    |                      |
| Axel Domont                                | 7 augusti 1990       | Chambéry CF (2012)                    |                      |
| Samuel Dumoulin                            | 20 augusti 1980      | Cofidis, le Crédit en Ligne (2012)    |                      |
| Hubert Dupont                              | 13 november 1980     | RAGT Semences (2005)                  |                      |
| Ben Gastauer                               | 14 november 1987     | Chambéry CF (2009)                    |                      |
| Damien Gaudin                              | 20 augusti 1986      | Team Europcar (2013)                  |                      |
| Alexis Gougeard                            | 5 mars 1993          | USSA Pavilly Barentin (2013)          |                      |
| Patrick Gretsch                            | 7 april 1987         | Argos-Shimano (2013)                  |                      |
| Hugo Houle                                 | 27 september 1990    | SpiderTech-C10 (2012)                 |                      |
| Quentin Jauregui                           | 22 april 1994        | Roubaix Lille Métropole (2014)        |                      |
| Blel Kadri                                 | 3 september 1986     | AG2R-La Mondiale (2008)               |                      |
| Pierre-Roger Latour                        | 12 oktober 1993      | Chambéry CF (2014)                    |                      |
| Sébastien Minard                           | 12 juni 1982         | Cofidis, le Crédit en Ligne (2010)    |                      |
| Lloyd Mondory (1 jan–31 aug, trainee, not) | 26 april 1982        |                                       |                      |
| Matteo Montaguti                           | 6 januari 1984       | De Rosa-Stac Plastic (2010)           |                      |
| Rinaldo Nocentini                          | 25 september 1977    | Acqua & Sapone - Caffè Mokambo (2006) |                      |
| Jean-Christophe Péraud                     | 22 maj 1977          | Omega Pharma-Lotto (2010)             |                      |
| Domenico Pozzovivo                         | 30 november 1982     | Colnago-CSF Inox (2012)               |                      |
| Christophe Riblon                          | 17 januari 1981      | CC Nogent-sur-Oise (2004)             |                      |
| Sébastien Turgot                           | 11 april 1984        | Team Europcar (2013)                  |                      |
| Johan Vansummeren                          | 4 februari 1981      | Garmin-Sharp (2014)                   |                      |
| Alexis Vuillermoz                          | 1 juni 1988          | Sojasun (2013)                        |                      |
| François Bidard (1 aug–31 dec, trainee)    | 19 mars 1992         | Chambéry CF (2014)                    |                      |
| Romain Campistrous (1 aug–31 dec, trainee) | 16 juli 1992         | Occitane CF (2014)                    |                      |
| Florent Pereira (1 aug–31 aug, trainee)    | 19 oktober 1993      | Pro Immo Nicolas Roux (2015)          |                      |
|                                            |                      |                                       |                      |
| Källor: ProCyclingStats Cycling Quotient   |                      |                                       |                      |

not: Lloyd Mondory, avskedad för dopning